# Epipyrga agaclita
Epipyrga agaclita är en fjärilsart som beskrevs av Edward Meyrick 1884. Epipyrga agaclita ingår i släktet Epipyrga och familjen plattmalar. Inga underarter finns listade i Catalogue of Life.